# Louis Hayes
Louis Hayes (rodným jménem Louis Sedell Hayes; * 31. května 1937 Detroit) je americký jazzový bubeník. V letech 1955–1956 doprovázel Yusefa Lateefa, následně hrál v kvintetu Horace Silvera (1956–1959), v kapele Cannonball Adderley (1959–1965) a následně hrál v triu Oscara Petersona (1965–1967). Během své kariéry vydal několik alb jako leader a spolupracoval s dalšími hudebníky, mezi které patří Nat Adderley, Gene Ammons, Kenny Burrell, Dexter Gordon, John Coltrane a McCoy Tyner.